# Basilianus neelgherriensis
Basilianus neelgherriensis es una especie de coleóptero de la familia Passalidae.

## Distribución geográfica
Habita en Malabar (India).